# 齊士崢

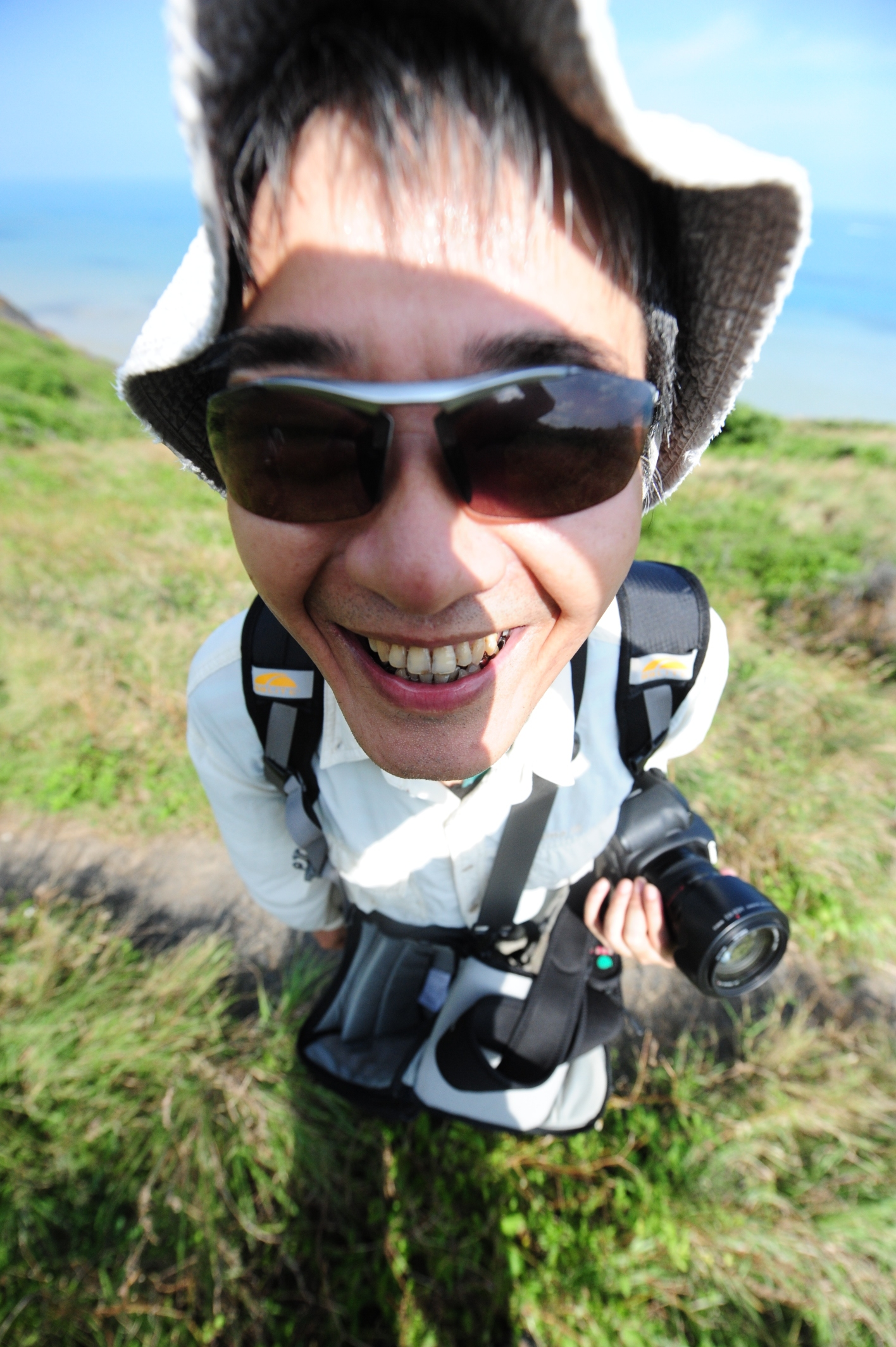
齊士崢

齊士崢（1960年6月8日—），臺灣地理學家，臺中市人，國立臺灣大學地理學系畢業，主要研究自然地理學、地形學、環境資源與災害的調查、自然景觀評估等。早期關注天然災害與河階的調查與研究，而後在環境考古和泥火山、濱臺及冰河地形等議題上有較多的研究，為最早提出嘉明湖湖盆是冰河地形的學者。曾任高雄師範大學地理學系系主任、高雄師範大學文學院院長。

## 學經歷
1. 國立臺中第一高級中學
2. 國立臺灣大學   地理學系 學士
3. 國立臺灣大學   地理學系 碩士
4. 國立臺灣大學   地理學系 博士
5. 國立臺灣大學   地理學系 助教
6. 國立臺灣大學   地理學系 研究員
7. 國立高雄師範大學   地理學系 副教授
8. 國立高雄師範大學   地理學系 教授
9. 國立高雄師範大學   地理學系 系主任
10. 國立高雄師範大學   文學院   院長